# Lansdowne House
Lansdowne House è la parte rimanete di un edificio a sud-ovest di Berkeley Square, nel centro di Londra, costruito nel XVIII secolo.

## Storia
Venne progettata nel 1763 da Robert Adam come casa privata e fu la residenza appartenne alla famiglia Petty-FitzMaurice, marchesi di Lansdowne; ebbe diversi proprietari e, dal 1935, divenne la sede del Lansdowne Club.
Il posizionamento della struttura era piuttosto insolita. Aveva un grande giardino frontale che occupava tutto il lato meridionale della piazza, che si affacciava sul lato. Questa disposizione ha dato a Devonshire House, su Piccadilly, un aspetto più aperto alla piazza.
Nel 1930, l'amministrazione comunale ha deciso di costruire un collegamento stradale da Berkeley Square a Curzon Street e ciò causò la demolizione della parte frontale dellìedificio. 
Il salotto progettato da Adam fu rimosso ed esposto al Philadelphia Museum of Art mentre la sala da pranzo al Metropolitan Museum of Art a New York.
Le collezioni della casa, sono state acquistate da altri musei americani.